# Arga de Cima
Arga de Cima é uma povoação portuguesa do Município de Caminha que foi sede da extinta Freguesia de Arga de Cima, freguesia que tinha 8,42 km² de área e 73 habitantes (2011), e, por isso, uma densidade populacional de 8,7 hab/km².
A Freguesia de Arga de Cima foi extinta em 2013, no âmbito de uma reforma administrativa nacional, tendo sido agregada às freguesias de Arga de Baixo e Arga de São João para formar uma nova freguesia denominada União das Freguesias de Arga (Baixo, Cima e São João) com a sede em Arga de Baixo.

## População
★ Nos anos de 1911 a 1930 esteve anexada à freguesia de Arga de Cima 
| Número de habitantes residentes | Número de habitantes residentes | Número de habitantes residentes | Número de habitantes residentes | Número de habitantes residentes | Número de habitantes residentes | Número de habitantes residentes | Número de habitantes residentes | Número de habitantes residentes | Número de habitantes residentes | Número de habitantes residentes | Número de habitantes residentes | Número de habitantes residentes | Número de habitantes residentes | Número de habitantes residentes |
| ------------------------------- | ------------------------------- | ------------------------------- | ------------------------------- | ------------------------------- | ------------------------------- | ------------------------------- | ------------------------------- | ------------------------------- | ------------------------------- | ------------------------------- | ------------------------------- | ------------------------------- | ------------------------------- | ------------------------------- |
| 1864                            | 1878                            | 1890                            | 1900                            | 1911                            | 1920                            | 1930                            | 1940                            | 1950                            | 1960                            | 1970                            | 1981                            | 1991                            | 2001                            | 2011                            |
| 163                             | 177                             | 179                             | 182                             |                                 |                                 |                                 | 173                             | 214                             | 187                             | 191                             | 101                             | 105                             | 87                              | 73                              |

| Ano  | 0-14 Anos | 15-24 Anos | 25-64 Anos | > 65 Anos |
| 2001 | 9         | 9          | 43         | 26        |
| 2011 | 7         | 2          | 28         | 36        |

.	